# Avonia
Avonia, rod sukulentnog bilja iz porodice Anacampserotaceae, dio reda Caryophyllales . Prema Kew-u, sinonim je za Anacampseros.
Postoji 18 vrsta rasprostranjenih po južnoj Africi.

## Vrste
1. Avonia albissima (Marloth) G.D.Rowley
2. Avonia confusa G.Will.
3. Avonia dinteri (Schinz) G.D.Rowley
4. Avonia gariepensis G.Will.
5. Avonia grisea (G.Will.) G.Will.
6. Avonia harveyi J.van Thiel & Lavranos
7. Avonia herreana (Poelln.) G.D.Rowley
8. Avonia lavbleckiana G.Will.
9. Avonia mallei G.Will.
10. Avonia papyracea (E.Mey. ex Fenzl) G.D.Rowley
11. Avonia perplexa G.Will.
12. Avonia prominens (G.Will.) G.Will.
13. Avonia quinaria (E.Mey. ex Fenzl) G.D.Rowley
14. Avonia recurvata (Schönland) G.D.Rowley
15. Avonia rhodesica (N.E.Br.) G.D.Rowley
16. Avonia ruschii (Dinter & Poelln.) G.D.Rowley
17. Avonia ustulata (E.Mey. ex Fenzl) G.D.Rowley
18. Avonia variabilis (Poelln.) G.Will.